# Anne-Caroline Graffe
Anne-Caroline Graffe, née le 12 février 1986 à Papeete (Polynésie française), est une taekwondoïste française, championne du monde à Gyeongju en 2011 en plus de 73 kg et également vice-championne olympique à Londres en 2012.

## Palmarès

### Jeux olympiques
- Londres 2012
  -  Médaille d'argent en plus de 67 kg femmes.

### Championnats du monde
- Médaille d'or des +73 kg aux Championnats du monde 2011 à Gyeongju, Corée du Sud
- Médaille de bronze des +73 kg aux Championnats du monde 2013 à Puebla, Mexique

### Championnats d'Europe
- Médaille de bronze des +72 kg aux Championnats d'Europe 2008 à Rome, Italie
- Médaille d'argent des +73 kg aux Championnats d'Europe 2010 à Saint-Pétersbourg, Russie
- Médaille d'or des +73 kg aux Championnats d'Europe 2012 à Manchester, Angleterre

### Championnats de France
- Médaille d'or en 2002 Juniors – 68 kg à Lyon, 2007 à Lyon, 2008 à Lyon, 2009 à Lyon, 2010 à Lyon, 2011 à Strasbourg, 2012 Séniors +73 kg à Calais Championnats de France

### Autres résultats
- Médaille de bronze aux Universiades 2011
- Médaille de bronze aux Championnats d'Europe des Nations 2010
- Médaille d'or des +73 kg aux Jeux du Pacifique
- Médaille de bronze des +73 kg à l'US Open 2012 à Las Vegas, États-Unis

## Distinctions
- Chevalier de l'ordre national du Mérite en 2013[2]